# Roel Oostra

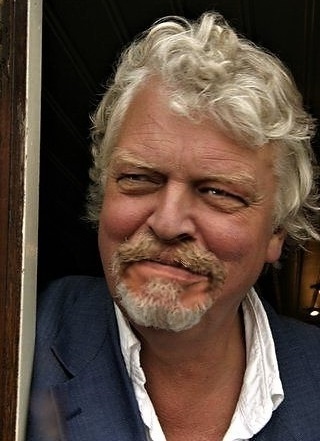
Roel Oostra

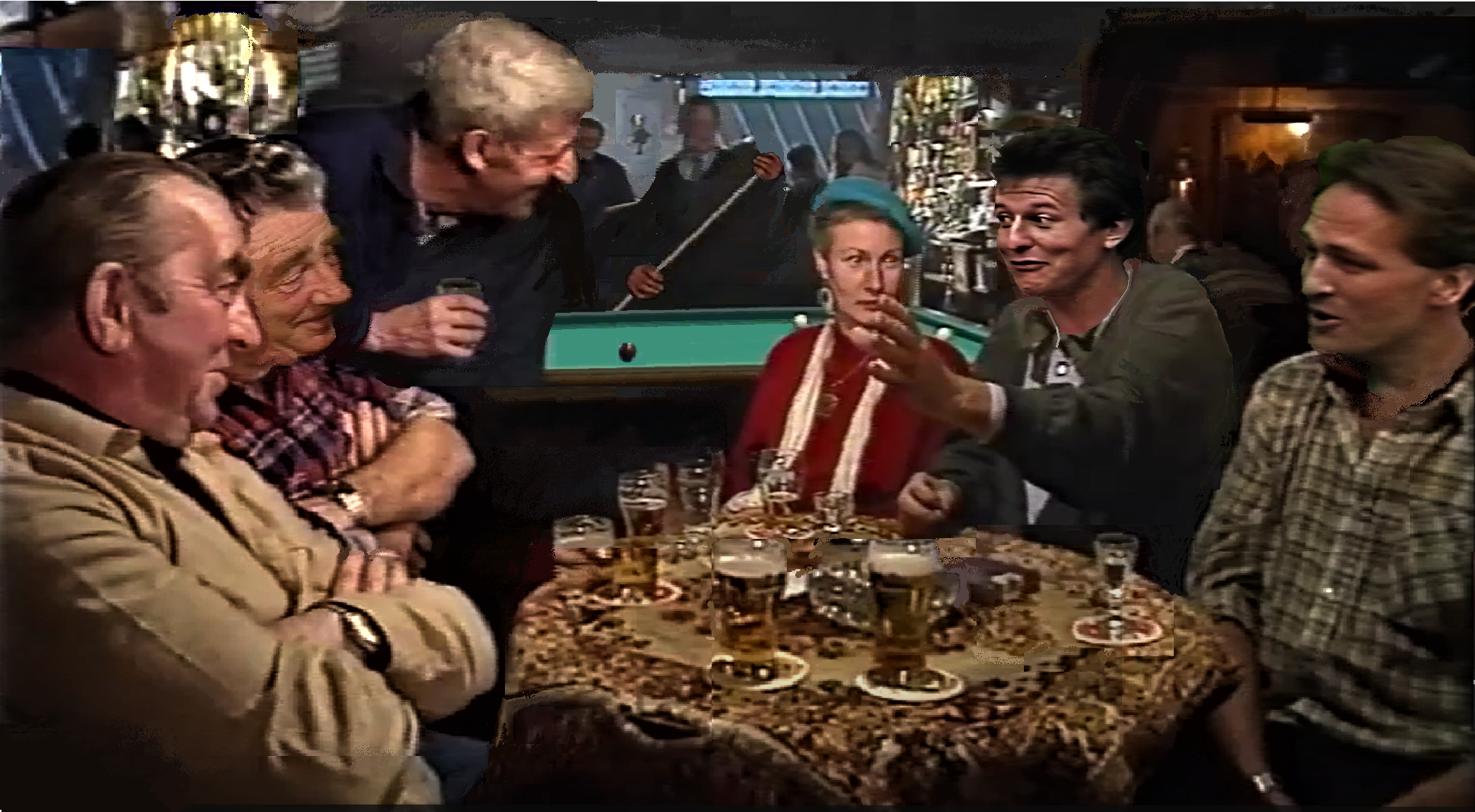
Recording "Many Voices" - storytelling

Roel Oostra (Leeuwarden, 21 april 1946) is een Nederlandse journalist, tv-regisseur en -producent.

## Biografie
Roel Oostra groeide op in Winschoten, Leeuwarden en Hilversum. Hij studeerde Engels en Geschiedenis in Utrecht en verbleef anderhalf jaar in de Verenigde Staten, Mexico en Afghanistan. Na kort werkzaam in het onderwijs te zijn geweest was hij van 1970 tot 1975 redacteur Buitenland bij Het Parool in Amsterdam met als specialisatie het Midden-Oosten. Voor NOS Schooltelevisie presenteerde hij een televisiereeks over de crisis in het Midden-Oosten die hem deden belanden in de Jom Kippoer-oorlog (1973). De Libanese Burgeroorlog in Libanon (na 1974) maakte hij daarop veelvuldig en van nabij mee.
Tussen 1975 en 1988 was Roel Oostra redacteur/verslaggever en presentator bij NCRV's actualiteitenrubriek Hier en Nu waar hij zich ontpopte tot documentairemaker. Zijn specialismen waren Buitenland en de destijds benauwende Wapenwedloop. Later voegden zich de ontwikkelingen in de Sovjet-Unie (Perestrojka - o.a. de vrijlating van dissident Andrej Sacharov - in 1987 - met Alexander Münninghoff) daaraan toe. 
In jaren waarin Hier en Nu aan relevantie won vervaardigde hij een waarschuwing voor de gevolgen van razendsnelle technologische (digitale) vooruitgang in When the Chips are down (1979), wat mede de stoot gaf tot oprichting van het Rathenau Instituut dat de gevolgen van technologische ontwikkelingen voor de maatschappij onderzoekt.
In 1984 won hij met All God's Children - een film over de 'vergeten Holocaust' - de massamoord op indianen in Midden Amerika - de prestigieuze documentaireprijs Golden Nymph van Monte Carlo. Het maakte hem sterk betrokken bij het lot van vluchtelingen. Van 1988 tot 1990 was hij directeur van Stichting Vluchteling, nauw geassocieerd met het werk van UNHCR - het VN Hoge Commissariaat voor Vluchtelingen.

### Onafhankelijk regisseur-producent
Eind jaren 80 begon Oostra in eigen productie de reeks Many Faces, One World (1987 - 1991) voor UNESCO, NOS, NHK World (Japan) en het ministerie van Ontwikkelingssamenwerking: 200 korte vertellingen (6 à 10 min.) van meesters der vertelkunst van over de hele wereld. De reeks, in Nederland uitgezonden als De Verhalenvertellers (Trouw: "Het pareltje van NOS-3"), werd uiteindelijk vertoond in 37 landen.
Roel Oostra onderscheidde zich met documentaires als Peace with Pain (1992 - KRO, WDR/ARD), waarin hij - na de verjaging van Pol Pots terreurregime - met Dith Pran (held van de film The Killing Fields met wie hij bevriend was geraakt) naar Cambodja terugkeerde en met hem en The Killing Fields-acteur dr. Haing Ngor een indringend relaas maakte over het lot van land en volk (Gold medal - NYFF, New York Film Festival - New York Film Critics Circle Award). 
Datzelfde viel hem ten deel met de film Après nous, le déluge (Na ons de Zondvloed - AVRO 1994), waarin hij schilder Rob Scholte volgt bij het scheppen van "The Mural of the Century", het grootste schilderwerk van de (20ste) eeuw in "Holland Village" - Nagasaki, Japan.                                  In drie documentaires (1987 - 2001) volgde hij voor NOS en EO de wording van de VOC-replica Batavia tot aan de triomfantelijke uittocht naar de Olympische Spelen in Sydney, Australië in 2002. Voor de NCRV vervaardigde hij de serie Sporen (7 x 28 min.) over vooraanstaande beeldende kunstenaars in Israël.  Voor de KRO vervaardigde hij de TV-serie Kloosters/ Monasteries' (7 x 28 min.) over de belangrijkste kloosters van de Griekse en Koptische Orthodoxie.

### Documentaire series

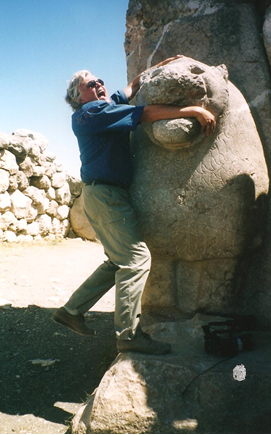
Caught at Lion's Gate - Hattusas

Vanaf 1990 tot 2015 legt Roel Oostra zich toe op het vervaardigen van documentaireseries in internationale coproductie. Zijn partners waren TLC/ Discovery Channel (US), WDR/ARD (Duitsland), Rai 3 (Italië), Vision-TV (TVO - Canada), SBS (Australië) en VRT/België). In Nederland werden de programma's uitgezonden door AVRO, KRO, NCRV en Teleac. Deze series zijn: 
- Myths and Mysteries (12 x 52 min.)
- Die Grossen Rätsel (18 x 52 min. voor WDR/ARD)
- Myths of Mankind (12 x 52 min.)

In de programma's duiden bekende auteurs (Chaim Potok - de golem, Colin Wilson, Graham Hancock e.a.) achtergronden van 's werelds mythen en mysteriën.                                                                                             De nauwe band die oude culturen met de kosmos voelden en uitdrukten in hun bouwwerken en doctrines            (archeoastronomie) is daarbij een terugkerend motief (Egypt Decoded, As Above, So Below, The War against Time / Mystery of the Inca's), opnieuw onderscheiden op het NYFF, New York Film Festival.  In de reeks Myths and Mysteries werd de documentaire Genesis in Stone (over Egypte's pyramides) in Nederland onderscheiden met een Gouden Kalf (filmprijs - IDFA), categorie wetenschapsdocumentaires (1996).                                         In samenwerking met het Londense International Maritime Bureau (IMB), vervaardigt Oostra de korte documentairereeks Crime on the High Seas (2004 - Fraud en Piracy).                                                             Voor werken in detail zie ook https://roeloostra.com/

### Vertelkunst
Na (zelf)pensionering belichtte Oostra nog enkele onderwerpen dichter bij huis: met name Omdat hun Hart sprak (2015), dat het tot dan nauwelijks bekende verzet van enkele Amsterdamse en Utrechtse studenten belicht - zij wisten 1000 Joodse baby's en peuters van onder de neus van de Duitse SS te redden. Daarin stond de Utrechtse crèche Kindjeshaven (Truitje van Lier, Jet Berdenis van Berlekom) centraal.
Teruggrijpend op de wereld van de vertelkunst en eigen wortels (hij is achterneef van theaterdirecteur Roel Oostra, De Lawei in Drachten) publiceert Oostra eind 2023 Hollanders hebben Fratsen - Balsturige Boutades voor Blokkeerfriezen en andere dwarsliggers; een "Boek met Babbels", want tegelijkertijd ook podcast (fratsenonline.nl). Een bundel van 70 badinerende verhalen, waarvoor hij inspiratie vond in het noorden, Friesland met name.

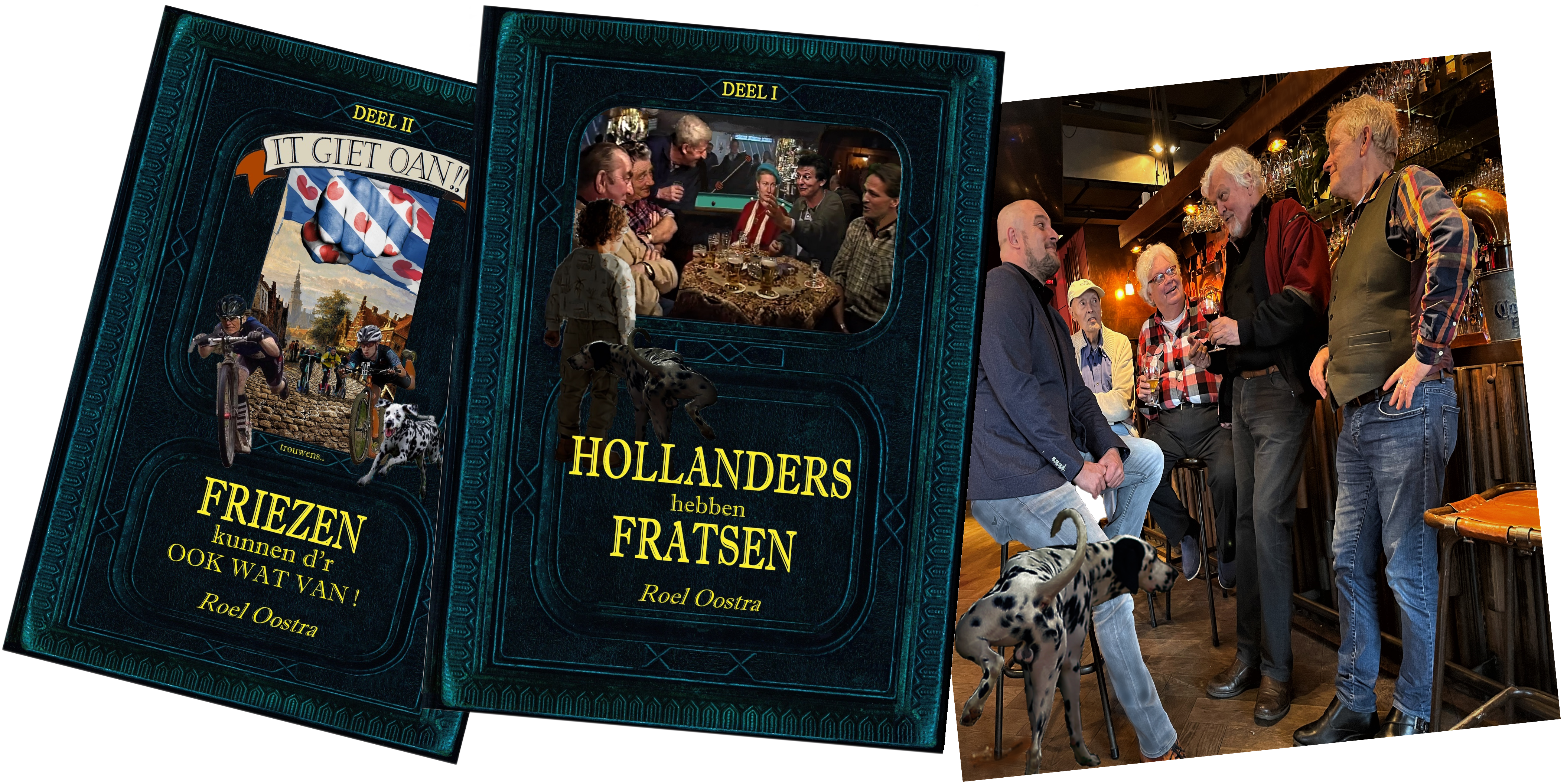
"Hollanders hebben Fratsen"